# Ла Страда (музичка група)
Ла Страда је некадашњи новоталасни бенд из Новог Сада. Иако су иза себе оставили само један албум, многи их сматрају веома утицајним бендом, а поједини чланови бенда су претходно свирали у новосадским бендовима Луни и Пекиншкој патки.

## Историјат групе

### Нови талас
Групу је 1979. године основао Слободан Тишма (гитара, главни вокал), познатији као „Деда”, рок ветеран и песник, а бенд је назвао по истоименом филму Федерика Фелинија. Ла Страду су, поред Тишме, чинили још: басисти Данијел Стари и Борис Ословчан (свирао у Пекиншкој патки), Драган Настасић и Синиша Илић (свирао у групи Град) — гитаре и Иван Феце Фирчи који се бавио ритам машином. Бенд је функционисао са двојицом басиста јер Стари није желео да наступа уживо, његова замена на живим наступима био је Ословчан, док је Секулића који такође није наступао уживо, замењивала бас-машина.
Ова постава свој први снимак направила је у студију браће Врањешевић и на њему су биле три песме Он, Сат и Нарцис. Те песме забележене су на касетном издању Hokej klub virginitas (Динг Донг, 1980). Све три су често пуштане у емисијама Радио Новог Сада „Ју поп сцена” и „Нови видици” које је водио Драган Гојковић Гоја, велики познавалац растуће светске новоталасне сцене тог времена. Након снимања ових песама, обојица гитариста су напустили бенд а уместо њих дошли су Предраг Остојић Прежа (гитара) и Иван Феце Фирчи (стални бубњар). Први јавни наступ бенд је имао 1980. године у новосадском клубу „No. 1”. Постава у саставу Тишма, Ословчан, Фирчи и Остојић свирала је и као предгрупа Електричном оргазму. У мају 1981. године наступили су на суботичком фестивалу "Омладина" као и у новосадском дунавском парку, на рукометном терену, као предгрупа Филму. Последњи пут јавно су свирали у београдском КСТ-у у јуну 1981. Услед неспоразума унутар бенда, Ословчан је напустио групу, а на његово место дошао је Зоран Булатовић Бале из Пекиншке Патке. Пошто је и Остојић отишао на своју страну, Тишма је остао једини гитариста у бенду. Иако су били добро прихваћени на Штранду у Новом Саду и у Панчеву, Ла Страда је престала да постоји. На њеном пепелу Тишма, Фирчи и Бале, заједно са Марком Вукомановићем из Пекиншке патке, оснивају Луну.

### Поновно окупљање
Када се Луна распала 1985. године, Тишма и Стари, заједно са бившом клавијатуристкињом и басисткињом Луне Јасмином Митрушићем Мином и уз Жолта Хорвата (гитара) и Роберта Радића (бубњеви), обојица бивши чланови Контраритма, поново су окупили Ла Страду. У магазину Џубокс, који је тада излазио, Ла Страда је проглашена за највећу наду у 1985. години. Након наступа у Београду, Новом Саду, Загребу и другим местима, ова постава, са продуцентом Митром Суботићем Субом (Rex Ilusivii) 1986. године снима једини албум — Ла Страда. У продаји се нашао 1987. године преко „М продукције”, музичке куће Радио Новог Сада, једног од највећих издавача у Србији током осамдесетих. Комплетно снимање и објављивање албума је финансирао Радио Нови Сад и тираж је 500 примерака. За разлику од онога што су радили у Луни, ово издање нудило је комбинацију класичног поп-рок звука са Тишмином поезијом. Тишма се у то време противио објављивању (пре свега незадовољан својим певањем), али су његове сликовите речи (нарочито у кључним темама: Млад и радостан, Песак и сунце и Неаутентични снег), експресивна интерпретација и аутентичност надживели тренутак настанка ове плоче.

### Распад групе и после њега
Убрзо након изласка албума, Хорват, Стари и Мина су напустили бенд, а албум је промовисала измењена постава у којој су уз Тишму и Радића, свирали гитариста Зоран Лекић (екс Ове сезоне ведри тонови) и, тада тинејџер, суперталентовани басиста Илија Влаисављевић Бебец. Оваква постава је у студију снимила шест нових песама које никада нису објављене и након још неколико наступа, последњи концерт одржали су у Суботици 1987. године, после чега Тишма потпуно престаје да се бави музиком. Влаисављевић је отишао у Воуе, а Лекић наставио да свира у Обојеном програму.
Он, ипак, наставља да пише поезију што је резултовало са три објављене збирке песама и једном књигом прозе. Прва под насловом Маниризми изашла је 1995, а друга, насловљена Врт као то, две године касније и састојала се од песама објављеним у часописима „Поља” и „Индекс”, као и у Летопису Матице српске током седамдесетих. Последња збирка, насловљена Blues Diary изашла је 2001. Тишма је након тога објавио књигу прозе Урвидек (Народна књига, Београд, 2005) и романе Quattro Stagioni (Лагуна, Београд, 2009) и Бернардијева соба (Културни центар Новог Сада, 2011).

## Дискографија

### Студијски албум
- Ла страда (М продукција Радија Нови Сад, 1987)

### Компилације
- Демо топ вол. 3 — Вентилатор 202 (ПГП-РТБ, 1985)